# Robert Naquet

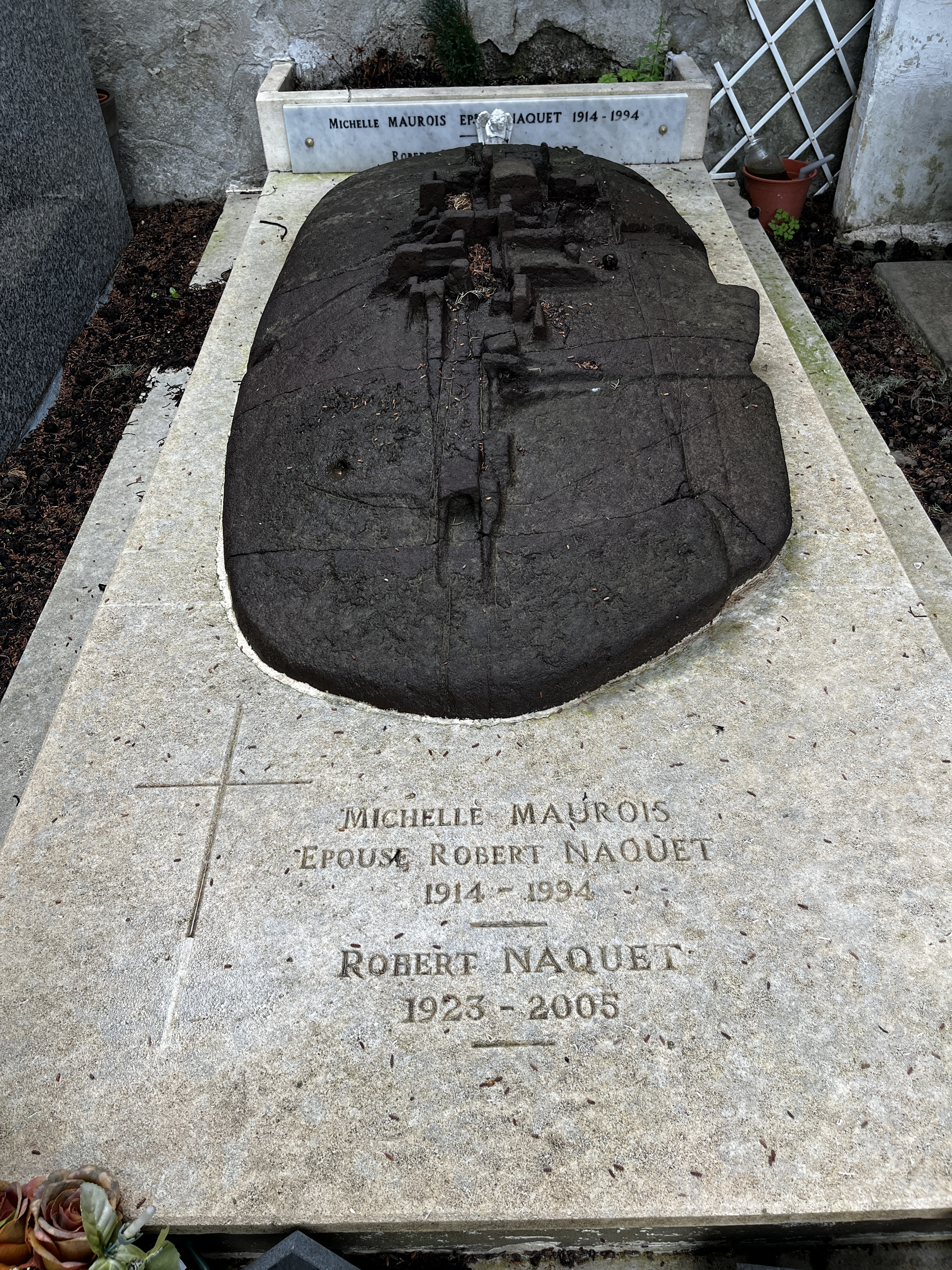
Grab auf dem Friedhof Saint-Vérant (Avignon, Frankreich)

Robert Naquet (* 26. April 1923 in Avignon; † 7. Dezember 2005) war ein französischer Mediziner und klinischer Neurophysiologe.

## Leben
Nach dem Medizinstudium mit Promotion 1953 war Naquet ab 1955 am französischen Nationalen Wissenschaftlichen Forschungszentrum (CNRS) tätig, von 1972 bis 1991 mit Leitung des Physiologischen Labors. Er war u. a. Sekretär und später Präsident der Internationalen Föderation von EEG-Gesellschaften bzw. Gesellschaften für Klinische Neurophysiologie. Seit 1990 war er korrespondierendes Mitglied der Académie des sciences.

## Werk
Naquet war (Ko-)Autor von zahlreichen Artikeln in Fachzeitschriften sowie Buchbeiträgen. U.a. war er Erstbeschreiber der Photosensibilität bei dem Affen Papio papio. Daneben beschäftigte er sich u. a. mit dem Effekt von Videospielen bei Epilepsie.
Er war auch Mitherausgeber von 2 Büchern.

## Auszeichnungen
Naquet erhielt zahlreiche Auszeichnungen, u. a.:
- 1987: Ehrenmitgliedschaft der Deutschen Sektion der Internationale Liga gegen Epilepsie (seit 2004: Deutsche Gesellschaft für Epileptologie),
- 1990: Epilepsie-Forschungspreis für herausragende Beiträge zur Pharmakologie von Antiepileptika der US-amerikanischen Gesellschaft für Pharmakologie und Experimentelle Therapie (American Society for Pharmacology and Experimental Therapeutics; ASPET),
- 1995: „Ambassador for Epilepsy“ durch die Internationale Liga gegen Epilepsie (ILAE) und das Internationale Büro für Epilepsie (IBE),
- 1995: (Herbert Henri) Jasper-Award der US-amerikanischen Gesellschaft für Klinische Neurophysiologie.